# Palwehof
Palwehof oder Palvehof war ein Stadtteil von Königsberg (Preußen). Er lag nördlich von Maraunenhof.

## Name
Der prußische Begriff „palwe“ beschreibt eine wüste, baumlose Moosfläche, unbeackertes Heideland, eine ausgerodete Waldfläche.

## Geschichte
Die Palwe wird erstmals 1450 erwähnt, und zwar wurde damit die gesamte Palwefläche des Samlandes bezeichnet, einschließlich Palmnicken (ursprünglich Palwenicken). Die Samitter Allee führte nach Palwehof, der sich nördlich des Bahnhofs Maraunenhof erstreckte. Hier befand sich die Königsberger Stadtgärtnerei.